# Place de l'Opéra

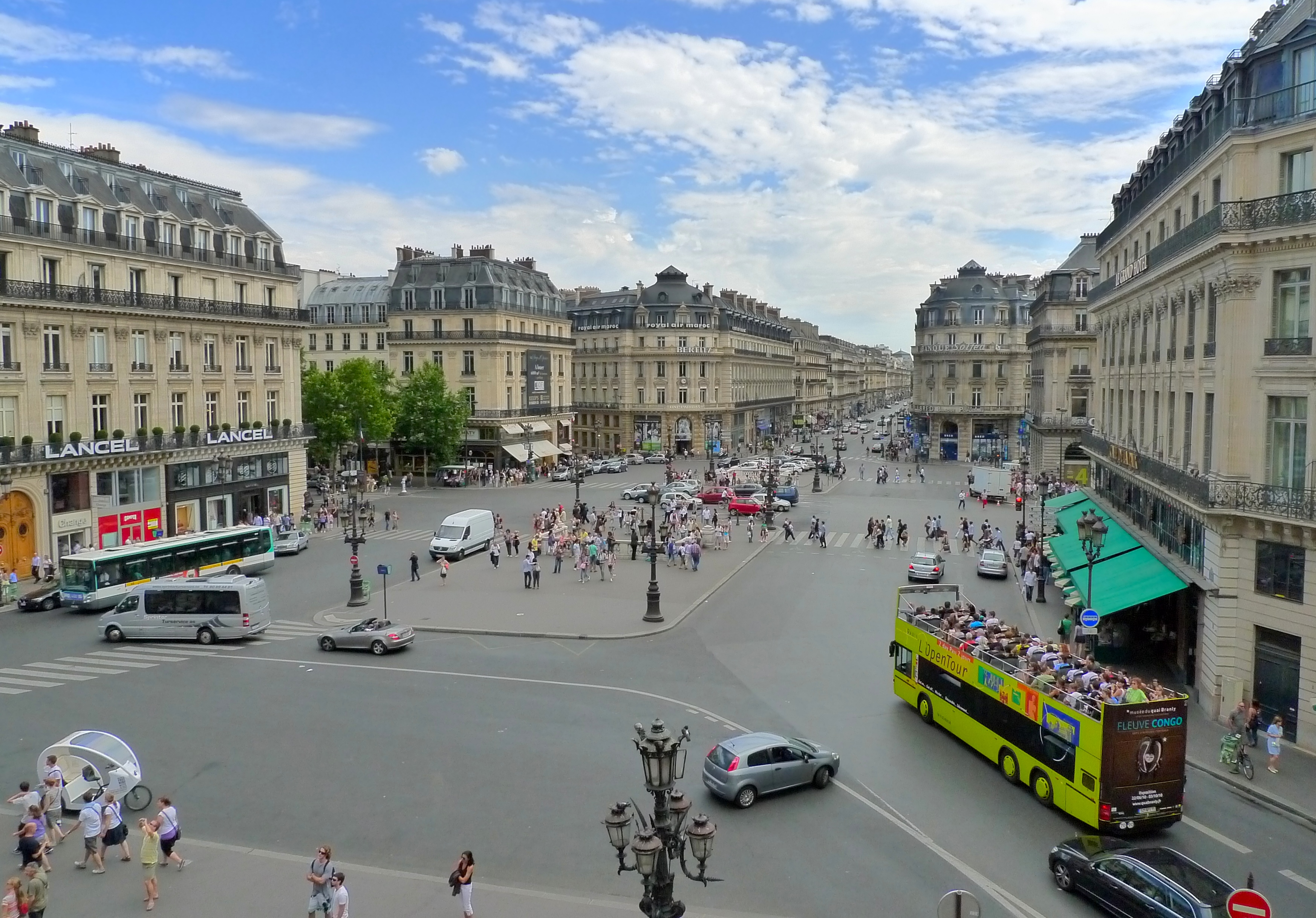

La Place de l'Opéra di Parigi è un luogo situato nel 9º distretto, davanti al Palais Garnier ed è all'intersezione di Boulevard des Italiens, Boulevard des Capucines, Avenue de l'Opera, rue Auber, rue Halevy, rue de la Paix e rue du Quatre-Septembre.

## Storia
Al momento della sua creazione, insieme a quella del Teatro dell'Opéra di Charles Garnier, questo posto ha il grande vantaggio di dare ai pedoni una distanza sufficiente per vedere la facciata principale dell'edificio.

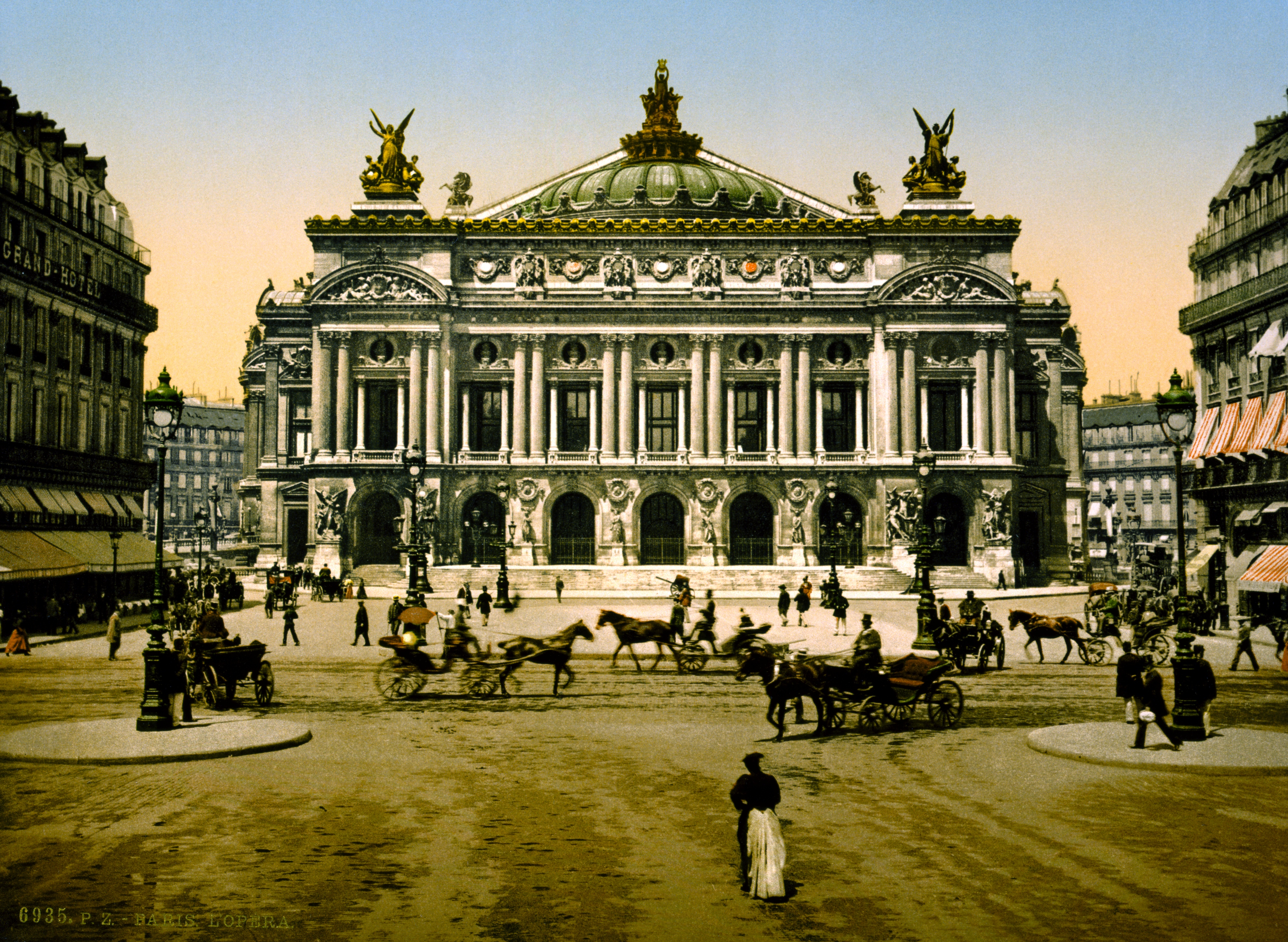
L'Opéra, che domina la piazza e ne dà il nome ai primi del '900

È anche una parte delle trasformazioni urbane del capitale richiesto da Napoleone III ad il barone Haussmann, per facilitare la circolazione di tutti i tipi.
Il luogo è particolarmente importante con il passaggio di diverse linee della metropolitana.

## Descrizione
La Place de l'Opera è diventato un luogo chiave del paesaggio parigino e ancor di più turistico, al crocevia delle linee 3, 7 e 8 e al bivio delle strade principali che attraversano il nord-ovest della capitale. Si trova nel mezzo del quartiere degli affari (sede di varie società, banche, compagnie di assicurazione) e di vendite al dettaglio (grandi magazzini, boutique).